# 幻想のミネルバナイツ
『幻想のミネルバナイツ』は2016年に配信開始したスマートフォン向けソーシャルゲーム。
ジャンルは王道ファンタジーRPG。
配信開始してから4周年を記念している。

## 概要
カードバトルRPG。有名なクリエイターが手がけている1000種類以上の美女キャラクターが登場する。プレイヤーは戦女神ミネルバの騎士となり、神・英雄・悪魔のカードの中から自分の騎士団を編成して混沌の世界に平和と秩序を取り戻す事となる。